# Микрон (спутник)
МС-1-ТК «Микрон» (укр. МС-1-ТК «Мікрон») — украинский малогабаритный космический аппарат, искусственный спутник Земли. Запущен 24 декабря 2004 года с российского космодрома Плесецк одновременно со спутником Сич-1М.

## Задачи
Цель запуска космического аппарата «Микрон» представляла собой отработку технологии создания микроспутника и проверке новых технических и технологических решений. В ходе разработки этого космического аппарата была реализована серия новых научно-технических результатов, среди которых — создание спутника в негерметическом исполнении, миниатюризация и интеграция бортового оборудования, введение бортового вычислительного комплекса для руководства подсистемами КА, улучшение характеристик его энергобезопасности.
Используемая нагрузка микроспутника: малогабаритная бортовая телевизионная камера (МБТК-ВД), которая обеспечивает получение цифровых оптико-электронных снимков Земли в панхроматическом диапазоне. Кроме того, одной из задач микроспутника была отработка новой системы его ориентации на базе магнитометра и электромагнитов без использования других вспомогательных устройств.